# Industrieflughafen Nürnberg-Fürth

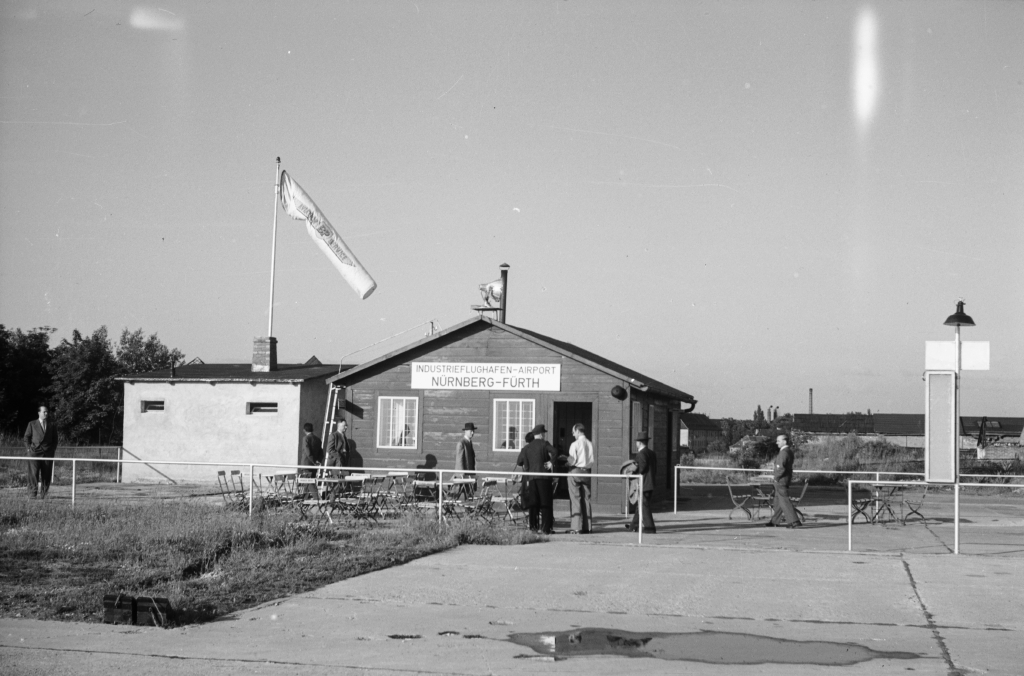
Provisorisches Gebäude, 1950

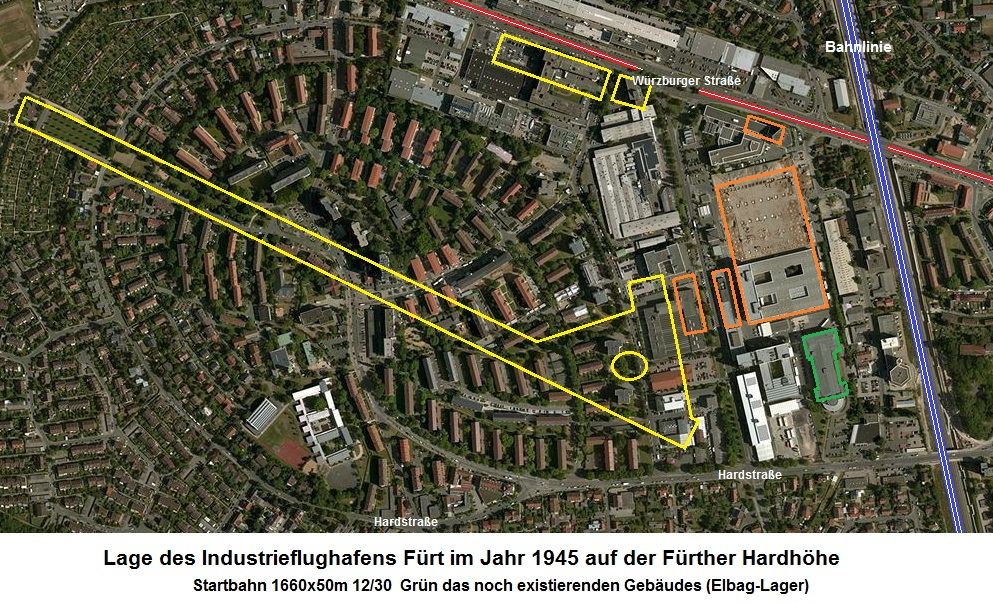
Heutiges Luftbild mit ehemaligen Flughafeneinrichtungen

i7
i11
i13
Der Industrieflughafen Nürnberg-Fürth (auch nur: Flughafen Nürnberg-Fürth) war vom 2. Januar 1950 bis 6. April 1955 der internationale Flughafen der fränkischen Stadt Nürnberg. Er lag im benachbarten Fürth und diente nach der Zerstörung des Flughafens am Marienberg im Zweiten Weltkrieg bis zur Eröffnung 1955 des heutigen Nürnberger Flughafens im Stadtteil Kraftshof als vorübergehendes Provisorium. Bereits 1920 wurde an dieser Stelle ein erster Flugplatz für die Gothaer Waggonfabrik errichtet, der 1938 für den Zulieferbetrieb der deutschen Luftfahrtindustrie Bachmann, von Blumenthal & Co. ausgebaut wurde. Nach dem Zweiten Weltkrieg diente der Flugplatz noch eine Zeit lang den Truppen der USAAF.
Auf dem Gelände des ehemaligen Flughafens befindet sich heute der Fürther Stadtteil Hardhöhe.

## Lage und Verkehrsanbindung
Der Flughafen Nürnberg-Fürth befand sich etwa zwei beziehungsweise zehn Kilometer westlich des Fürther und Nürnberger Stadtzentrums auf der Fürther Hardhöhe. Das Flughafengelände wurde tangential durch die Bahnlinien nach Würzburg und Bamberg im Süden beziehungsweise Osten und den heutigen Rhein-Main-Donau-Kanal im Westen berührt. Zudem führte die Würzburger Straße im Norden des Geländes vorbei, an der sich auch das Empfangsgebäude befand. Etwa 750 Meter östlich des Flughafens befand sich bis 1981 die – heute nur noch von Buslinien bediente – Straßenbahnhaltestelle Billinganlage. Des Weiteren ist der U- und S-Bahnhof Fürth-Klinikum (U1&S1) ebenfalls in Richtung Osten etwa 500 Meter entfernt. Außerdem befindet sich im Süden des Areals, ebenso 500 Meter entfernt, der Haltepunkt Fürth-Unterfürberg (S6) an der Bahnstrecke Fürth–Würzburg. Von diesem zweigte ehemals auch eine Güterverkehrsstrecke ab, die den Namen Flughafenbahn trug und über das Flughafengelände zum Flugplatz Atzenhof verlief.

## Geschichte

### Gothaer Waggonfabrik
Für die Fertigung von Flugzeugen sah sich die Gothaer Waggonfabrik bereits im Ersten Weltkrieg nach einem geeigneten Standort um. Die Stadt Fürth stellte dem Unternehmen in der Folge ein Gelände im heutigen Stadtteil Hardhöhe zur Verfügung. Auf diesem entstand zwischen 1919 und 1920 neben Produktionshallen auch ein Flugplatz mit einer Beton-Startbahn.

### Bachmann, von Blumenthal & Co.

#### Ausbau zum Rüstungsbetrieb
Am 14. November 1938 erwarb die neu gegründete Kommanditgesellschaft Bachmann, von Blumenthal & Co., Flugzeugbau (BBF) unter dem Geschäftsführer Wolf-Werner von Blumental das Fürther Zweigwerk der Gothaer Waggonfabrik und produzierte hier bis Kriegsende weiterhin Flugzeugkomponenten, unter anderem für die Junkers Ju 87 oder die Messerschmittserien Bf 110 und Me 262. Daneben wurde das Werk zu einem wichtigen Reparaturbetrieb für die Flugzeuge der Deutschen Luftwaffe. Zu dieser Zeit erhielt die Fabrik auch einen Werksflugplatz mit zahlreichen zusätzlichen Gebäuden und einer befestigten 1660 Meter langen und 50 Meter breiten Startbahn. Zur Anlage der Bahn musste 1938 auf Anweisung des Reichsluftfahrtministeriums ein beliebtes Ausflugsziel, der Bismarckturm samt einer Gartenwirtschaft abgerissen werden. Das Hauptwerk befand sich an der Würzburger Straße. Die sogenannte Flugplatzbahn, welche den zwei Kilometer nördlich gelegenen Flugplatz Fürth-Atzenhof mit dem Fürther Hauptbahnhof verband stellte einen Anschluss ans Bahnnetz her. Ab 1940 entstand direkt neben dem Gelände ein weiteres vierstöckiges Gebäude, welches vom Reichsluftfahrtministerium als zentrales Lager für Flugzeug-Bauteile genutzt wurde. Dieses Gebäude steht heute noch als einziges und wird von einem Möbelhaus genutzt. 1941 wurde die Start- und Landebahn von russischen Kriegsgefangenen in einer Länge von 1.200 Metern und einer Breite von 52,5 Metern mit Beton erneuert. 1943 wurde die Firma in die Liste besonders kriegswichtiger Betriebe aufgenommen, und verlegte deshalb ihren Firmensitz nach Berlin.

#### Luftangriffe und Besetzung
Als Rüstungsbetrieb wurde der Industrieflughafen mehrmals Hauptziel der Luftangriffe auf Fürth. Ein Angriff am 25. Februar 1944 bedeutete den völligen Ausfall der Produktion, die erst nach etwa zwei bis vier Wochen langsam wieder anlief. Dieser Angriff forderte 139 Todesopfer und 122 Verletzte. Es folgten weitere Bombardierungen am 10. September 1944, am 26. November 1944 und ein letzter am 8. April 1945. Die Bombardierungen überstanden nur das Verwaltungsgebäude, Teile der Fertigungshallen und die Grundmauern einer Werfthalle. Am 19. April 1945 besetzten US-Truppen das Gelände. Bald darauf waren die meisten Produktionsmittel verschwunden.

### Advanced Landing Ground ALG R-30

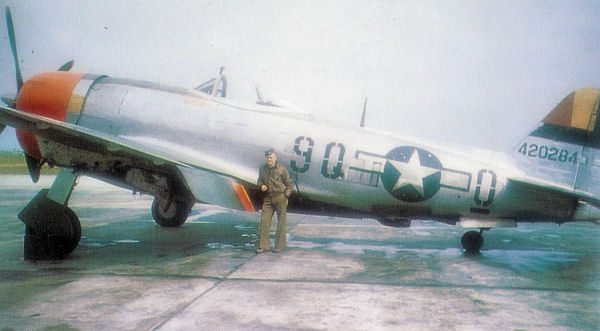
Republic P-47 in Fürth, 1945

Nach der Einnahme Fürths nutzten zunächst die United States Army Air Forces (USAAF)  (9. US Air Force) die beiden nahegelegenen Fürther Fluggelände. US-Truppen beschlagnahmten hierbei die restlichen Produktionsmittel. Ab dem 22. April 1945 waren mehrere Truppenteile der 9. US Air Force auf dem Advanced Landing Ground R-30 stationiert:
- 30. April – 3. Mai 1945, 362d Fighter Group ausgerüstet mit Republic P-47 „Thunderbolt“
- 2. Mai – 5. Juli 1945, 425th Night Fighter Squadron, mit Northrop P-61 „Black Widow“
- 5. Mai – 16. August 1945, 371st Fighter Group, mit P-47 „Thunderbolt“
- danach 142nd Fighter Wing mit P-47 „Thunderbolt“.

Am 30. August 1945 wurde die Nutzung durch aktive Kampfflugzeug-Einheiten beendet.
Im Jahr 1946 wurden zahlreiche Flugzeuge der USAAF, vornehmlich Lockheed P-38 „Lightning“, auf dem Platz abgestellt und nach und nach verschrottet.

### Industrieflughafen Nürnberg-Fürth

#### Internationaler Luftverkehr
Im Jahr 1949 erfolgte dann die Schaffung einer provisorischen Flugplatzverwaltung mit deutschem Personal, die die Inbetriebnahme des Industrieflughafen Nürnberg-Fürth vorbereitete und 1950 durchführte. In den kommenden fünf Jahren diente er als Provisorium und erwies sich als äußerst bedeutend für den Warenverkehr. Die Start- und Landebahn wurde mit Stahlplatten verstärkt und um 160 Meter verlängert, um den Anforderungen an zunehmend schwerer werdende Flugzeuge zu genügen. Die größten Flugzeuge, die den Platz nutzen konnten, waren die Douglas DC-4 und die Lockheed Super Constellation. Die Verwaltung, Funkstelle, Wetterberatung, der Zoll und die übrigen Dienstleistungen wurden in einem Wohnhaus an der Flughafenzufahrt an der Würzburger Straße eingerichtet. Den ersten Linienflug absolvierte am 2. Januar 1950 die holländische Fluggesellschaft KLM mit einer Douglas DC-3 auf der Linie Amsterdam – Düsseldorf – Nürnberg – München-Riem.
Nach Angaben des Geschäftsführers der Nordbayerischen Flughafengesellschaft Conrad Prautzsch betrug im Juli 1953 die durchschnittliche Frachtleistung des Flughafens bei 37.000 kg An-, 30.000 kg Ab- und 16.000 kg Durchgangsfracht, der Postverkehr bei 1.200 kg An-, 300 kg Ab- und 600 kg Durchgangsfracht. Mit den zwei Dutzend Maschinen pro Woche kamen 1.800 Passagiere im Monat an, während 1.100 abflogen und 400 Personen den Flughafen zum Umstieg nutzten.

#### Segelflugplatz
Am 6. April 1955 endete der internationale Flugbetrieb am Industrieflughafen, als der neue Flughafen Nürnberg einen Tag später seinen Betrieb aufnahm. Bis 1957 wurde das Areal noch gemeinschaftlich von den Nürnberger und Fürther Segelfliegern genutzt, ehe diese 1958 auf andere Gelände auswichen und 1962 letztlich ein eigenes Gelände am Flugplatz Hetzleser Berg bezogen.

## Nachnutzung

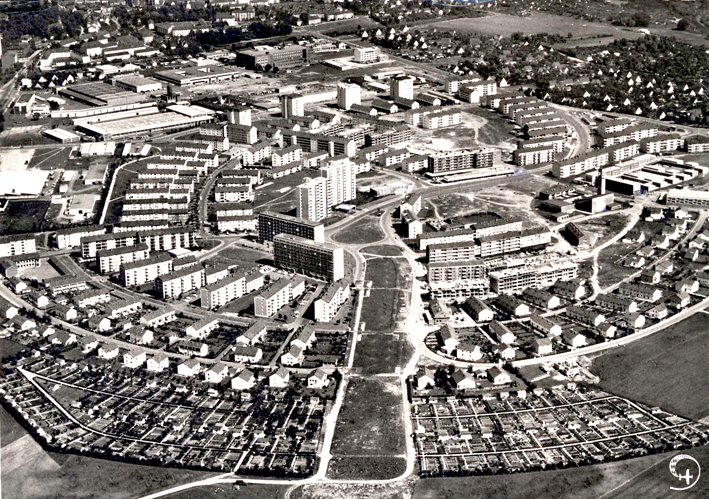
Die neue Trabantenstadt Hardhöhe, 1965. Die Landebahn ist als Schneise noch in Teilen zu erkennen.

Am 7. April 1955 stellte der Fürther Stadtbaurat Friedrich Hirsch im Bauausschuss einen Bebauungsplan für das Flugplatzgelände vor. Es sollte eine Trabantenstadt nach den Städtebauvorstellungen der 1950er als aufgelockerte Stadt im Grünen mit Wohnungen, Kirche, Schule, Volksbücherei und Kindergarten sowie mit Geschäften, Post und Sparkasse entstehen. Die Bauarbeiten starteten 1957 und wurden bis 1964 fertig gestellt. Heute erinnert an den einstigen Flughafen nur noch ein Grünstreifen, der sich auf der Position der ehemaligen Start- und Landebahn befindet sowie das erhalten gebliebene zentrale Lager der Luftwaffe, das heute als Möbelhaus dient. Im U-Bahnhof Hardhöhe ist zudem eine Gedenktafel an den Flughafen angebracht.

## Verkehrszahlen
| Betriebsjahr | Fluggastaufkommen | Luftfracht [t] | Flugbewegungen |
| ------------ | ----------------- | -------------- | -------------- |
| 1950         | n. a.             | n. a.          | 890            |
| Juni 1953    | 3.300             | 104            | 103            |
| Q1/1955      | 8.500             | 251            | n. a.          |

## Zwischenfälle
- Am 20. Dezember 1953 wurde eine Vickers Viking 1B der britischen Eagle Aviation (Luftfahrzeugkennzeichen G-AHPO) nach einem Landeunfall auf vereister Landebahn am Industrieflughafen Nürnberg-Fürth als Totalverlust verbucht. Die dreiköpfige Besatzung des Frachtfluges überlebte.[19][20]

## Galerie

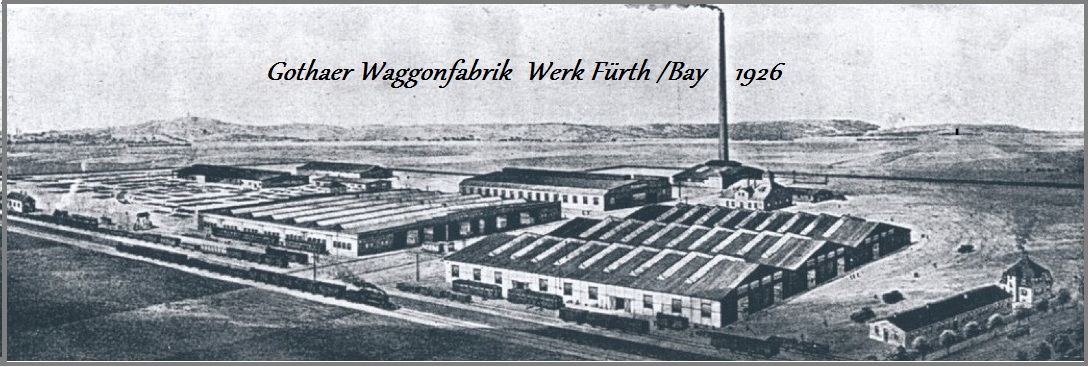
Werk der Gothaer Waggonfabrik, 1926
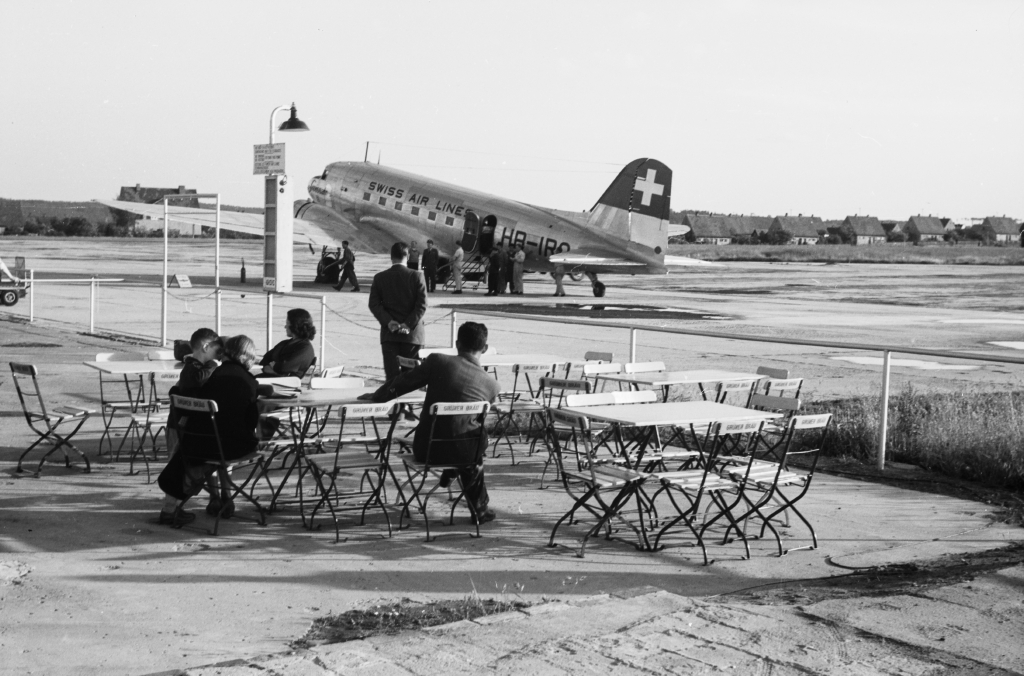
Douglas DC-3 der Swiss Air, 1950
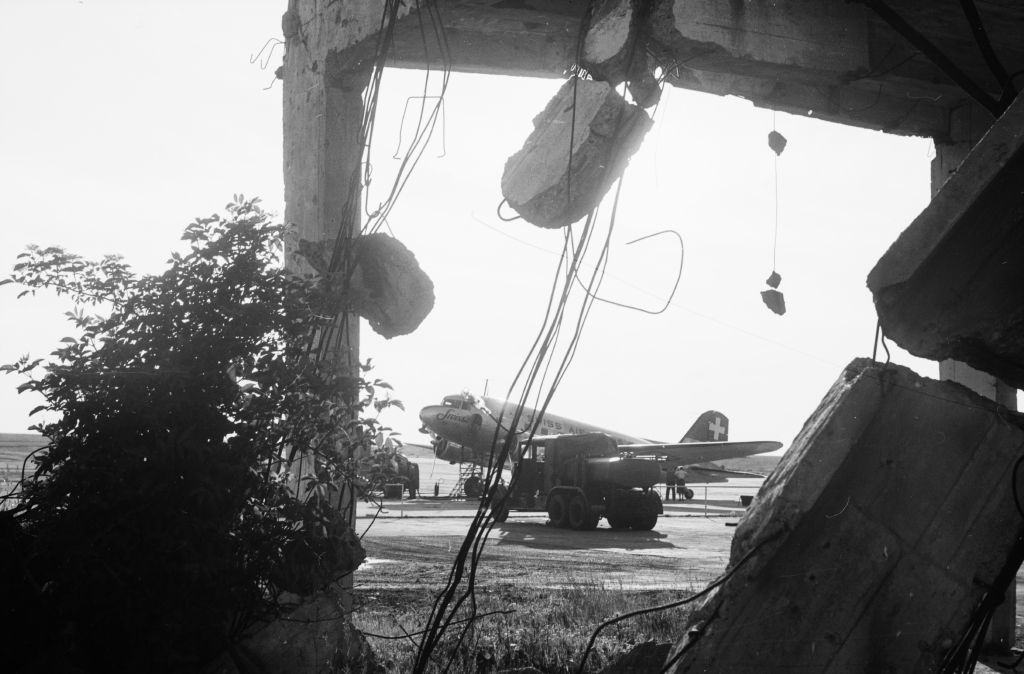
Zerstörte Gebäude, 1950
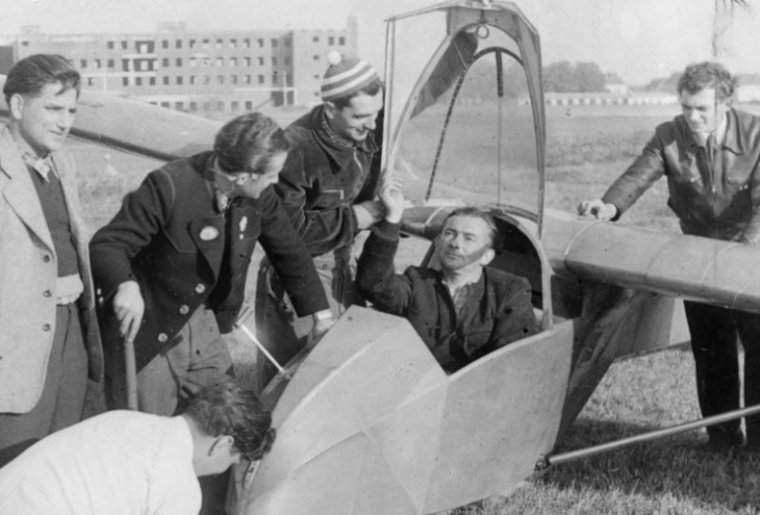
Segelflieger in Spalinger S15, 1957
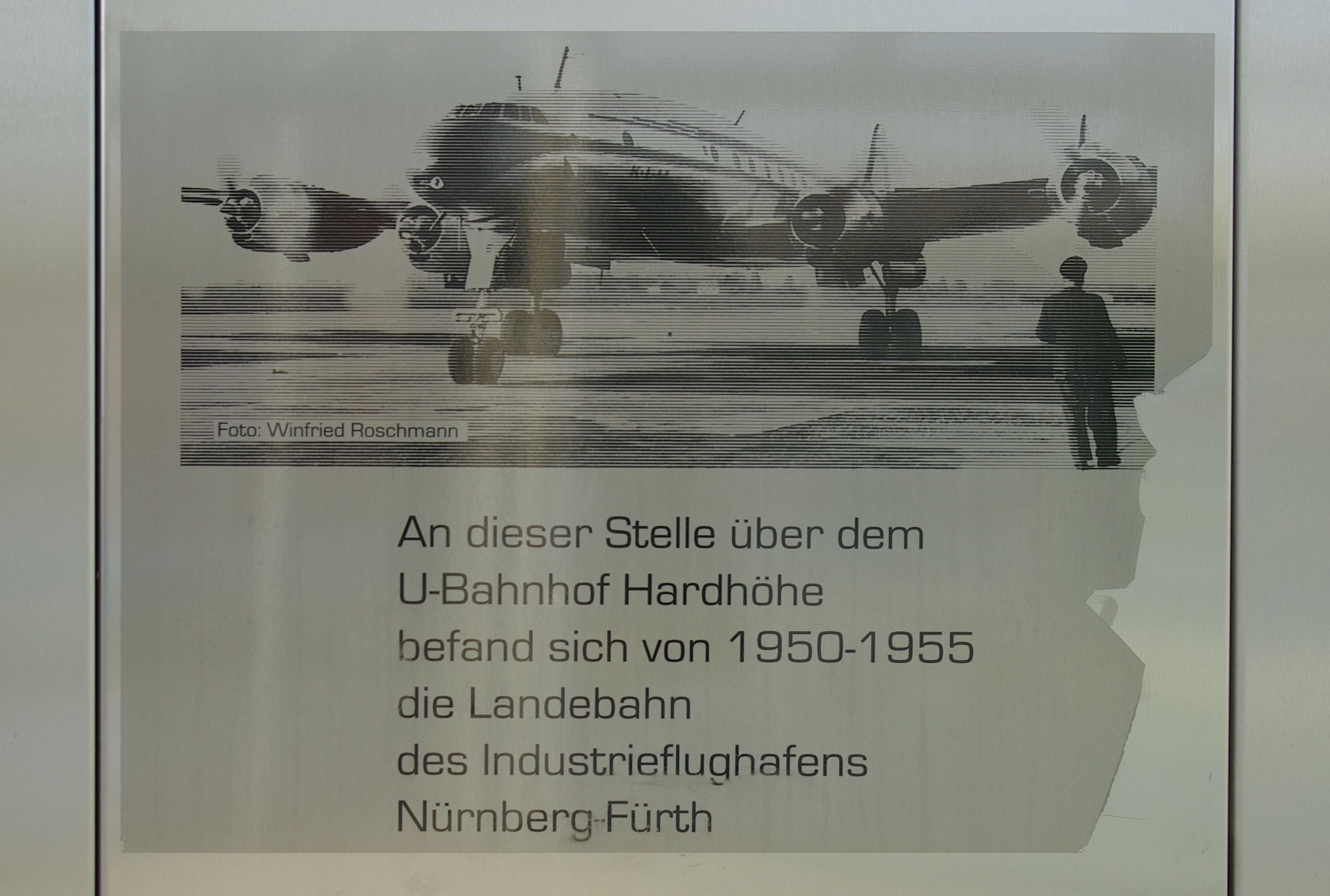
Gedenktafel am U-Bahnhof Hardhöhe